# Mecynogea
Mecynogea is een geslacht van spinnen uit de  familie van de wielwebspinnen (Araneidae).

## Soorten
- Mecynogea apatzingan Levi, 1997
- Mecynogea bigibba Simon, 1903
- Mecynogea buique Levi, 1997
- Mecynogea chavona Levi, 1997
- Mecynogea erythromela (Holmberg, 1876)
- Mecynogea lemniscata (Walckenaer, 1841)
- Mecynogea martiana (Archer, 1958)
- Mecynogea ocosingo Levi, 1997
- Mecynogea sucre Levi, 1997